# Ferchestina storozhenkoi
Ferchestina storozhenkoi là một loài nhện trong họ Oonopidae.
Loài này thuộc chi Ferchestina. Ferchestina storozhenkoi được miêu tả năm 2004 bởi Michael Saaristo & Marusik.